# Dave Metchick
Dave Metchick (Bakewell, 14 agosto 1943) è un ex calciatore inglese, di ruolo centrocampista.

## Carriera

### Club
Metchick si forma nel Fulham, entrando a far parte della prima squadra dei londinesi a partire dalla stagione 1961-1962, chiusa al terz'ultimo posto, ad un punto dal retrocesso Cardiff City. Rimarrà nella rosa dei Cottagers sino al dicembre 1964, ottenendo durante la sua militanza come miglior piazzamento il quindicesimo posto nella First Division 1963-1964.
Nel dicembre 1964 si trasferisce al Leyton Orient, club della serie cadetta. Con gli O's retrocede in terza serie al termine della Second Division 1965-1966.
La stagione seguente passa a campionato in corso al Peterborough Utd, con cui retrocede in quarta serie al termine della Third Division 1967-1968.
Nell'agosto 1968 torna a giocare nella massima serie inglese in forza ai QPR, retrocedendo però in cadetteria al termine della First Division 1968-1969.
Dopo un'altra stagione in cadetteria con il QPR, passa nel settembre 1970 in forza all'Arsenal. La militanza con i Gunners però sarà breve perché Metchick decise di tentare l'avventura in Nordamerica, ingaggiato dagli Atlanta Chiefs, franchigia della North American Soccer League.
Nella stagione d'esordio con gli  Chiefs ottenne il secondo posto nella Southern Division, non ottenendo così l'accesso alla finale del torneo.
La stagione seguente raggiunge invece la finale del torneo, perdendola contro i Dallas Tornado.
Nel campionato 1972 viene ingaggiato dai Miami Gatos, con cui chiude il torneo al quarto ed ultimo posto della Southern Division.
Nella stagione 1973 torna ad Atlanta, con la squadra locale rinominata Apollos: il campionato fu chiuso al terzo ed ultimo posto della Southern Division.
Nel 1973 ritorna in patria per giocare due stagioni nel Brentford, club della quarta serie inglese. Da lì prosegue la carriera nelle leghe dilettantistiche inglesi.
Lasciata l'attività agonistica divenne taxista.

### Nazionale
Metchick ha giocato sei incontri nella nazionale Under-18 di calcio dell'Inghilterra, mettendo a segno due reti.